# Bredpilblad
Bredpilblad (Sagittaria latifolia) är en svaltingväxtart som beskrevs av Carl Ludwig von Willdenow. Bredpilblad ingår i släktet pilbladssläktet, och familjen svaltingväxter. Inga underarter finns listade.

## Bildgalleri

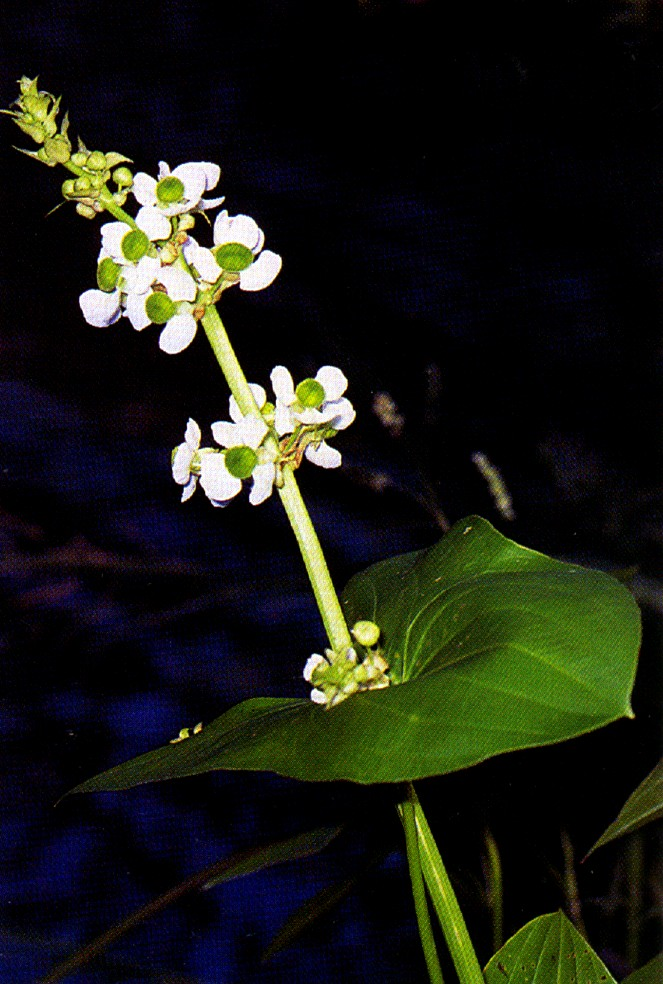
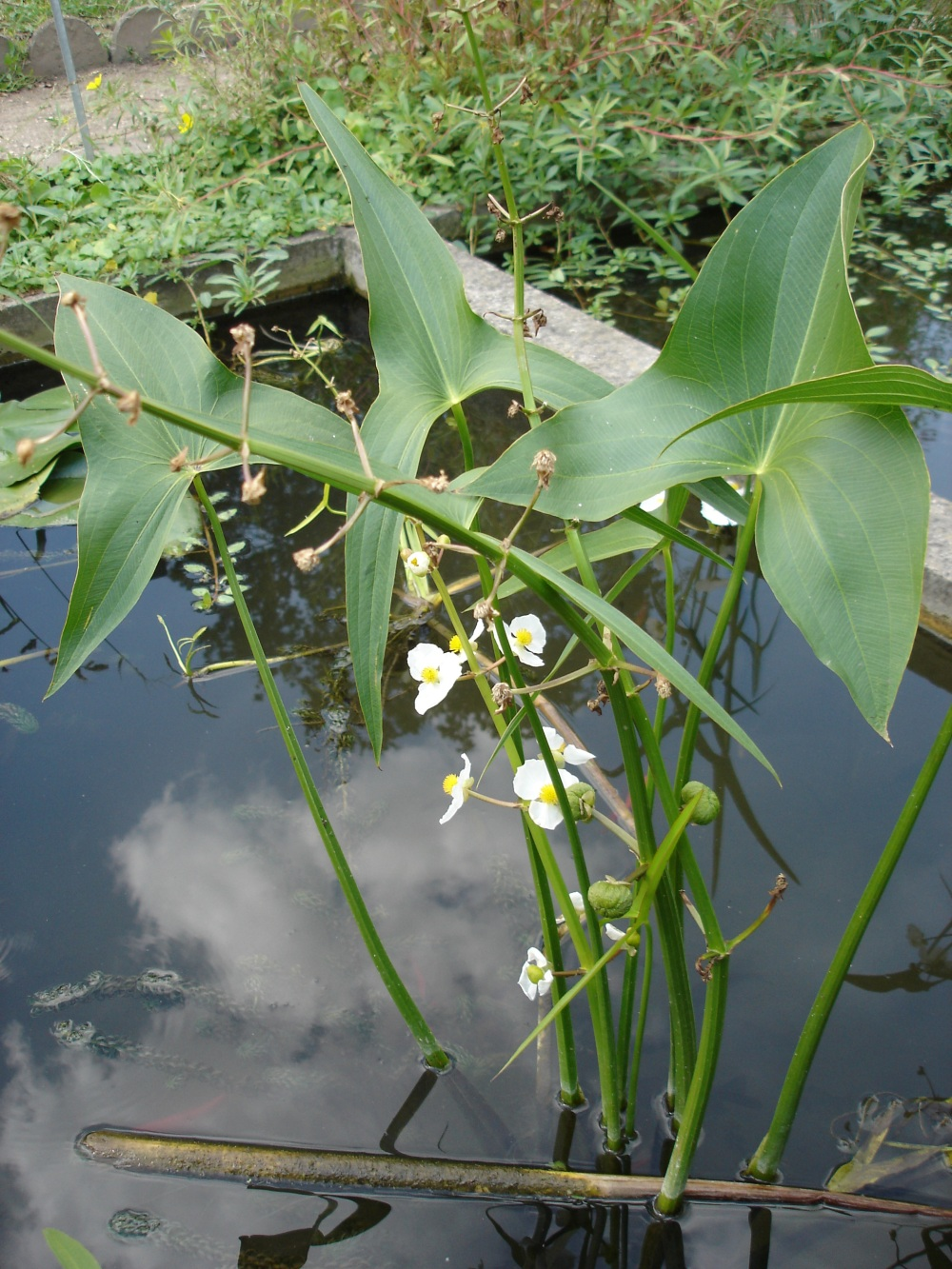
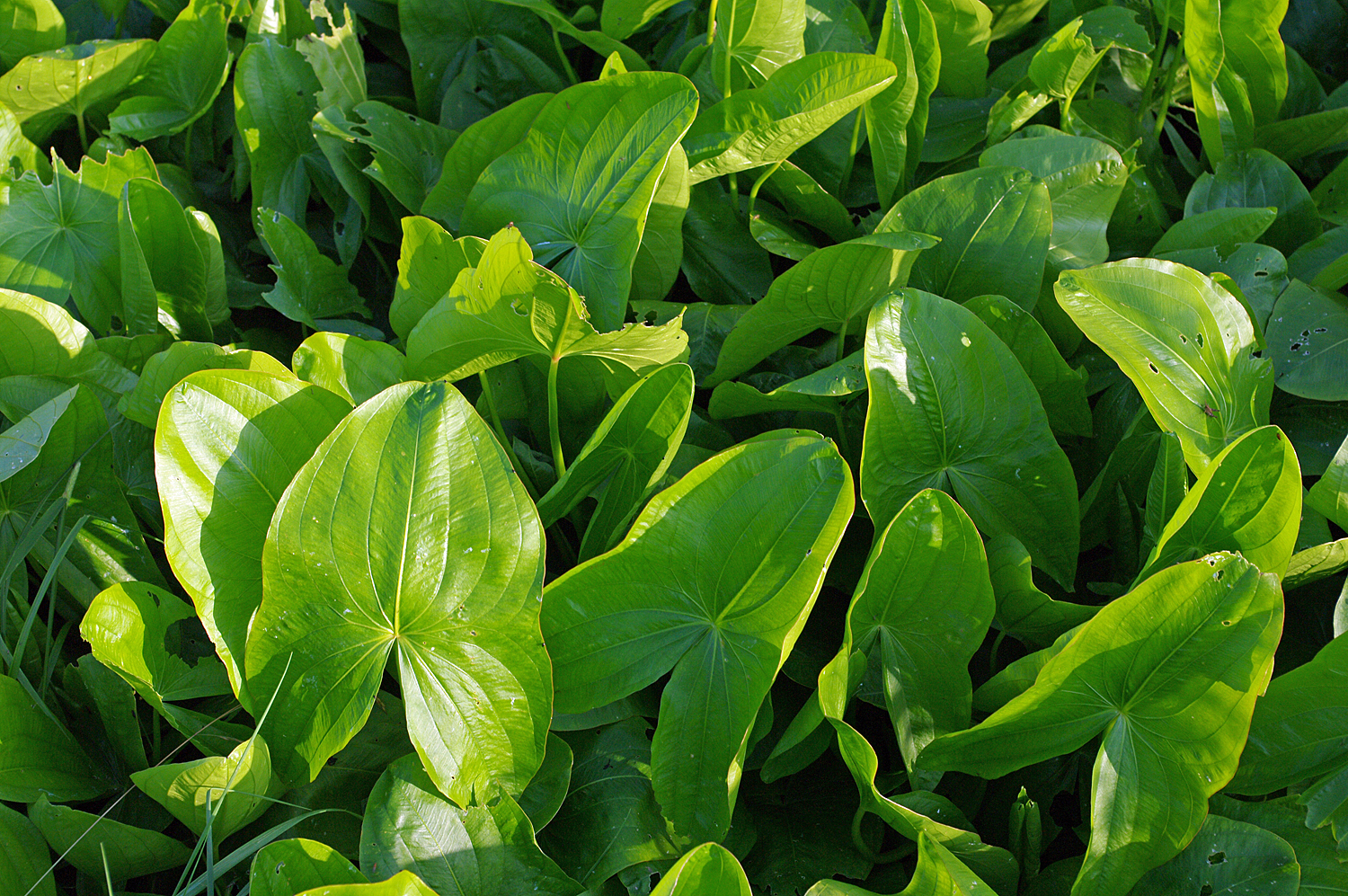